# Bensheimer Badesee
Der Bensheimer Badesee (seltener Bensheimer Autobahnsee) ist ein 7,7 ha großer See in Bensheim an der Hessischen Bergstraße.

## Lage und Beschreibung
Der Bensheimer Badesee liegt im nordwestlichen Teil von Bensheim am Berliner Ring. Sein westliches Ufer grenzt an die Autobahn 5, das südliche Ufer an ein Industriegebiet. Im Osten befindet sich Wohnbebauung und im Norden Sportplätze. Er hat eine Wasserfläche von 7,7 ha, sowie eine maximale Tiefe von bis zu 17 m bei einer mittleren Tiefe von 10,6 m. Aufgrund dieser Tiefe kann sich im Sommer eine stabile Temperaturschichtung innerhalb des Sees aufbauen. Der Bensheimer Badesee entstand durch Kiesabbau für den Autobahnbau. Er liegt geografisch in der Oberrheinischen Tiefebene am Rande des Odenwaldes im Hessischen Ried im Bereich eines früheren Neckarlaufes.

## Infrastruktur und Nutzung
Der See wird von Anfang Mai bis Ende September als Badesee genutzt. Zu dieser Nutzung wurde ein 300 Meter langer und 20–30 Meter breiter Sandstrand aufgeschüttet. Außerdem stehen Umkleiden, Sanitäranlagen, Duschen, ein Kiosk, ein Kinderspielplatz sowie eine Liegewiese zur Verfügung. Etwa 90 Meter entfernt vom Strandufer befindet sich eine Badeinsel.
Die Ufer des Badesees Bensheim fallen im Bereich des Strandbades stark ab, weshalb er nur für Schwimmer geeignet ist.
Zur Verbesserung der Wasserqualität und um ein Umkippen zu vermeiden, reichert eine Tiefenbelüftungsanlage permanent Sauerstoff im See an. Laut Hessischem Landesamt für Naturschutz, Umwelt und Geologie soll diese Maßnahme aber aufgrund der stabilen Temperaturschichtung zu keiner Verbesserung der Wasserqualität führen.
Der See wird außerdem vom örtlichen Tauchsportverein Tauchsportfreunde Bensheim e.V. genutzt.